# Le Sens du punch
Le sens du punch est une émission de télévision canadienne qui explore la création des spectacles d'humour stand-up et offre un aperçu des talents comiques des humoristes franco-canadiens. Avec un nouveau animateur chaque saison, la série explore l'art de l'humour en utilisant un format de talk-show. Cette série documentaire est produite par Connections Productions et diffusée sur la chaîne de télévision Unis TV5. Diffusée depuis 2019, avec une troisième saison diffusée en 2021, la série compte 36 épisodes au total.

## Synopsis
Chaque saison, l'animateur de l'émission parcourt les routes du Canada à la découverte d'autres humoristes francophones qui connaissent le sens du punch. Il cherche la recette parfaite pour écrire et présenter son nouveau one-man-stand-up-show,.
On explore du style d'écriture de l'invité, de ce qui l'influence et de ce qui le pousse à l'humour. L'animateur espère apprendre d'eux et ainsi trouver l'inspiration pour la création de son nouveau spectacle d'humour. Ils font des activités différentes ensemble pour démontrer les outils et le processus de développement d'une routine comique réussie et évoluer dans son métier.
En cours de route, ils s'amusent tous les deux, partagent quelques rires et leurs expériences. Tout cela nous apprend que l'art de l'humour comporte de nombreux aspects. Qu'il s'agisse de se concentrer, de planifier, de pratiquer pour trouver le bon timing, de se consacrer à son talent, trouver son voix, chaque invité donne des conseils et des encouragements à l'animateur pour trouver la recette parfaite pour son spectacle solo stand-up.
Dans sa nouvelle émission de stand-up, notre animateur teste ses compétences et ce qu'il a appris de chacun des humoristes. Nous apprenons comment cette expérience l'a aidé, comment elle l'a affecté et, lors de la représentation finale, nous voyons les résultats des conseils.

## Émissions

### Saison 1 (2019)
L'animateur de la première saison de l'émission de Le sens du punch est Ryan Doucette, un acteur, humoriste, mime, scénariste et réalisateur acadien originaire de la baie Sainte-Marie dans la Sud-Ouest de la Nouvelle-Écosse. Doucette a écrit tous les épisodes de les saisons un à trois et a réalisé les saisons deux et trois.
Slogan de la saison - Tchenez-vous. Ça va être rough. 
| Émission | Invité(e)          | Ville de tournage                  | Dates de diffusion |
| -------- | ------------------ | ---------------------------------- | ------------------ |
| 1        | Julien Dionne      | Scoudouc, Nouveau-Brunswick        | 21 janvier 2019    |
| 2        | Martin Bruyère     | Winnipeg, Manitoba                 | 28 janvier 2019    |
| 3        | Mike Ward          | Montréal, Québec                   | 4 février 2019     |
| 4        | Daniel Pinet       | Montréal, Québec                   | 11 février 2019    |
| 5        | Normand Pothier    | Baie Sainte-Marie, Nouvelle-Écosse | 18 février 2019    |
| 6        | Coco Belliveau     | Caraquet, Nouveau-Brunswick        | 25 février 2019    |
| 7        | Julien Lacroix     | Montréal, Québec                   | 4 mars 2019        |
| 8        | Luc LeBlanc        |                                    | 11 mars 2019       |
| 9        | Yannick De Martino |                                    | 18 mars 2019       |
| 10       | Ryan Doucette      | Moncton, Nouveau-Brunswick         | 25 mars 2019       |

### Saison 2 (2020)
Alexandre Bisaillon, humoriste franco-ontarien d'Ottawa, est l'animateur de la deuxième saison du Le sens du punch. Il se demande de quoi s'inspire ses camarades et de quelle manière créent-ils. Il veut connaître leurs secrets et surtout mettre en pratique leurs connaissances sur scène. Il veut confronter ses peurs tout en continuant à évoluer dans son métier. Il voyage au Nouveau-Brunswick, Québec, Manitoba et l'Ontario dans sa quête pour en savoir plus sur son métier. Son but est d'apprendre à devenir un meilleur comédien de [stand-up].
Slogan de la saison - Watchez-moi bien aller parce que je lâcherai pas la patate.
| Émission | Invité(e)                      | Ville de tournage                 | Festival/Club                            | Dates de diffusion |
| -------- | ------------------------------ | --------------------------------- | ---------------------------------------- | ------------------ |
| 1        | Martin Perizzolo               | Caraquet, Nouveau-Brunswick       | Festival d'humour rein                   | 10 janvier 2020    |
| 2        | JC Surette                     | Moncton, Nouveau-Brunswick        | Bar Le Coude                             | 17 janvier 2020    |
| 3        | Jean-Sébastien (Bass) Levesque | Dieppe, Nouveau-Brunswick         | Brewing Co.                              | 24 janvier 2020    |
| 4        | Jean-Thomas Jobin              | Montreal, Québec                  |                                          | 31 janvier 2020    |
| 5        | Solange LeBlanc                | Bouctouche, Nouveau-Brunswick     | Bar Le Coude                             | 7 février 2020     |
| 6        | Didier Lambert                 | Montreal, Québec                  | Festival Juste pour rire                 | 14 février 2020    |
| 7        | Micheline Marchildon           | Saint-Boniface, Manitoba          |                                          | 21 février 2020    |
| 8        | Patrick Groulx                 | Ottawa, Ontario et Québec, Québec | Grand Théâtre de Québec                  | 28 février 2020    |
| 9        | Gabriel D'Almeida Freitas      | Sudbury, Ontario                  |                                          | 6 mars 2020        |
| 10       | Stéphane Fallu                 | Montréal, Québec                  |                                          | 13 mars 2020       |
| 11       | Neev                           |                                   |                                          | 20 mars 2020       |
| 12       | Korine Coté                    | Montréal, Québec                  | Théâtre Desjardins, Ville LaSalle Québec | 27 mars 2020       |
| 13       | Alex Bisaillon                 | Dieppe Nouveau-Brunswick          | Le Caverne                               | 3 avril 2020       |

### Saison 3 (2021)
Maude Landry, humoriste québécoise, est l'animateur de la troisième saison du Le sens du punch. Elle est en quête d’aventure afin de pousser ses limites en humour. Elle veut évoluer dans son art et ajouter des cordes à son arc. Elle a donc décidé d’aller à la rencontre d’humoristes francophones qui peuvent l’aider dans cette quête. Elle a noté tout ce qu’ils ont dit et l'applique dans la création de son nouveau one-woman-show .
Slogan de la saison - Rock ‘n roll, carpe diem 
| Émission | Invité(e)             | Ville de tournage                            | Festival/Club                                        | Dates de diffusion |
| -------- | --------------------- | -------------------------------------------- | ---------------------------------------------------- | ------------------ |
| 1        | Billy Tellier         | Îles de la Madeleine                         | Les Pas Perdus                                       | 9 avril 2021       |
| 2        | Laurent Paquin        | Îles de la Madeleine                         | Les Pas Perdus                                       | 16 avril 2021      |
| 3        | François Bellefeuille | Îles de la Madeleine                         | Les Pas Perdus                                       | 23 avril 2021      |
| 4        | Hughie Batherson      | Nouvelle Écosse & Moncton, Nouveau-Brunswick | Pays de la Sagouine, à Bouctouche, Nouveau-Brunswick | 30 avril 2021      |
| 5        | André Roy             | Moncton, Nouveau-Brunswick                   | Bar Le Coude                                         | 7 mai 2021         |
| 6        | Nathan Dimitroff      | Bathurst et Caraquet, Nouveau-Brunswick      | -                                                    | 14 mai 2021        |
| 7        | Martin Vachon         | Montréal                                     |                                                      | 21 mai 2021        |
| 8        | Guillaume Wagner      | Montréal                                     | Terminal Comédie Club                                | 28 mai 2021        |
| 9        | Mathieu Cyr           | Montréal                                     | Terminal Comédie Club                                | 4 juin 2021        |
| 10       | Mélanie Couture       | Montréal                                     | Lion d'Or                                            | 11 juin 2021       |
| 11       | Eddy King             | Montréal                                     | Terminal Comédie Club                                | 18 juin 2021       |
| 13       | Maude Landry          | Montréal                                     | Lion d'Or                                            | 25 juin 2021       |

## Fiche technique
- Titre : Le sens du punch
- Création : Ryan Doucette
- Réalisation : Ryan Doucette (2020,2021), Marcel Gallant (2019), Luckas Cardona-Morisset (2019)
- Maquillage : Charline Babineau
- Photographie : Saison 3 Ben Sutherland 
Saison 2 Ben Sutherland (épisodes 1-5,7-10) 
Saison 2 Blake Stilwell (épisodes 2,3,6)
 Saison 2 Antho Poulin (épisode 5)
- Son : Paul Goguen, Mat Sherman, Kirby Hammond, Ludovic Fleury, Jonathon St. Clair, Eric Leclerc
- Eclairage:
- Montage : Marc Savoie, Scott Thorne
- Production : Marcel Gallant, Chris Goguen, Marc Savoie
- Sociétés de production : Connections Productions
- Société(s) de distribution (télévision) : Unis TV5
- Budget :
- Pays d'origine :  Canada
- Langue originale : Français
- Format : couleur
- Genre : documentaire
- Durée : environ 24 minutes (sans publicité)
- Lieux de tournage : Canada